# August Borsig
Johann Friedrich August Borsig (né le 23 juin 1804 à Breslau en Silésie et mort le 6 juillet 1854 à Berlin) est un industriel prussien, fondateur de l'entreprise homonyme.

## Biographie
Fils d'un contremaître menuisier, Borsig fait un apprentissage de charpentier et étudie pendant ce temps à l'école d'art et d'artisanat du bâtiment de Breslau. Il a ensuite fréquenté l'Institut royal des métiers de Berlin sous la direction de Peter Christian Wilhelm Beuth. Cependant, il interrompt sa formation au bout d'un an et demi. 
En septembre 1825, il pose sa candidature pour une formation en ingénierie mécanique auprès de la Nouvelle fonderie de fer berlinoise de Franz Anton Egells (de). Les certificats de Borsig indiquent qu'il échoue en chimie et qu'il n'est guère utile en tant que technicien ; de plus, il est réformé par l'armée prussienne pour inaptitude au service. Egells l'embauche néanmoins. 
L'une de ses premières commandes est l'assemblage d'une machine à vapeur à Waldenbourg, en Basse-Silésie. Borsig exécute la commande avec succès et obtient ainsi un emploi (contrat de service le 1er juillet 1827) en tant que facteur (directeur d'usine) pour huit ans à des conditions extrêmement avantageuses pour l'époque, avec un salaire annuel de 300 thalers. En 1828, il épouse Louise Pahl qui, un an plus tard, donne la vie à leur fils unique Albert (de).

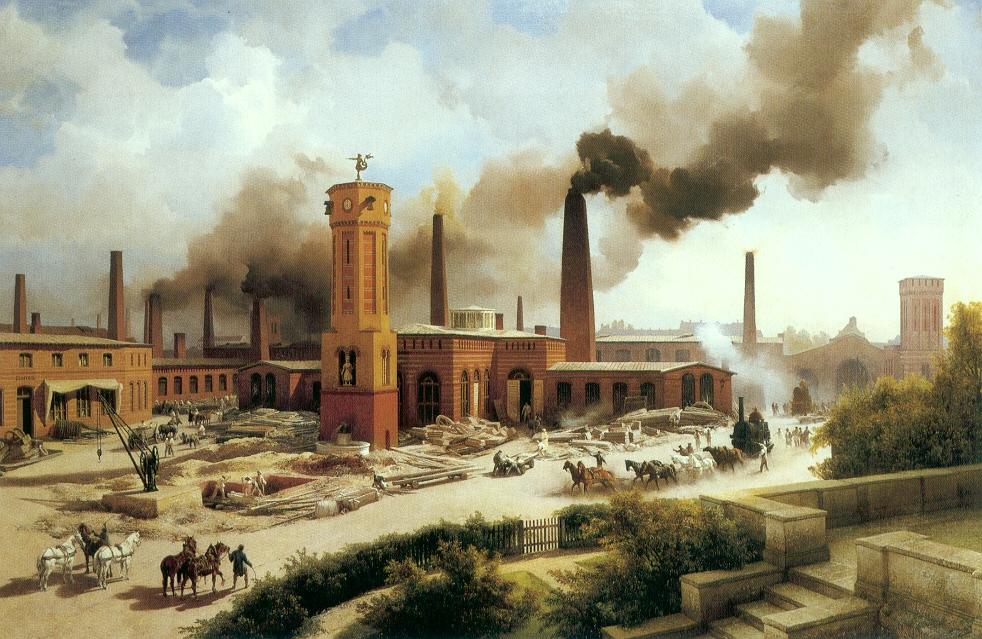
Atelier mécanique Borsig, peinture de Karl Eduard Biermann, 1847.

Il fonde, le 22 juillet 1837, l'atelier mécanique Borsig à Berlin, finançé avec ses propres économies. Son siège se trouvait sur la Chausseestraße devant la porte d'Oranienbourg, dans le quartier d'Oranienburger Vorstadt. Il a débuté son activité en produisant des profils en fer pour les voies de la ligne de Berlin à Potsdam inaugurée en 1838.
Borsig construisit d'abord des machines à vapeur et des pièces en fonte ; mais très rapidement, il se spécialise dans la construction des locomotives à vapeur. Sa première locomotive a effectué sa première traversée le 24 juillet 1841, l'une des premières constructions sur le modèle américain en Allemagne.
Au cours des années suivantes, il livrait plusieurs locomotives aux différentes entreprises ferroviaires en Prusse. Le 15 août 1843, un train tiré par une locomotve Borsig a emprunté pour la première fois la nouvelle ligne de Berlin à Stettin, en présence du roi Frédéric-Guillaume IV. L'entreprise s'est fortement développée et un nouveau site est mis en exploitation à Berlin-Moabit en 1849 ; en 1850, le nombre de travailleurs employés s'est élevé à 1 800. En 1854, l'année de la mort d'August Borsig, la cinq centième locomotive a quitté l'usine.
Son tombeau se trouve dans le cimetière de Dorotheenstadt.